# Pierre I. de Bourbon

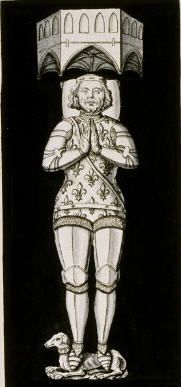
Peter I. de Bourbon

Pierre I. de Bourbon (deutsch Peter von Bourbon; * 1311, † 19. September 1356 in der Schlacht bei Maupertuis) war seit 1341 ein Herzog von Bourbon. Er war ein Sohn des Herzogs Louis I. von Bourbon und der Marie d’Avesnes.
Pierre kämpfte während des Hundertjährigen Krieges im Jahr 1341 unter dem Kommando des Herzogs Johann von der Normandie und nahm auch am Bretonischen Erbfolgekrieg teil. 1345 unternahm er zusammen mit König Johann von Böhmen eine Preußenfahrt. In der Schlacht bei Crécy 1346 wurde er verwundet und im Jahr 1355 wurde er zum Generalleutnant des Königs in der Gascogne ernannt. Pierre galt als verschwenderisch und prunksüchtig, er fiel 1356 in der Schlacht bei Maupertuis.
Er heiratete 1336 Isabella von Valois (1313–1383), Tochter Karls I. von Valois und Mathilde (Mahaut) von Châtillon, Gräfin von Saint Pol. Ihre Kinder waren:
- Louis II. (* 1337; † 1410), Herzog von Bourbon
- Jeanne (* 1338; † 1378), ⚭ 1350 Charles de Valois, Dauphin von Frankreich, späterer König Karl V.
- Blanche (* 1339; † 1361), ⚭ 1352 Peter I., „der Grausame“, König von Kastilien und León
- Bonne (* 1341; † 1402), ⚭ 1355 Amadeus VI., Graf von Savoyen
- Cathérine (* 1342; † 1427), ⚭ 1359 Jean VI. († 1388), Graf von Harcourt und Aumale, Baron von Elbeuf
- Marguerite (* 1344; † nach 1416), ⚭ 1359 Arnaud-Amanieu d’Albret, Herr von Albret, Grafschaft Dreux
- Isabelle (* 1345)
- Marie (* 1347; † 1401), Priorin im Kanonissenstift von Poissy